# ロジャー・モーエン
ロジャー・モーエン（Roger Moen、1966年4月11日 - ）は､ノルウェーのレーシングドライバーである。
彼は､主にツーリングカーレースで活躍しており､イギリスで開催されていた､イギリスナショナルサルーンカップを経て､1998年からイギリスツーリングカー選手権(BTCC)にホンダ・アコードで参戦を開始した。
モーエンは､インディペンデント(プライベーター)として参戦し､ホンダからの支援は限られていた事や各メーカーがこぞってワークス体制で参戦していた為､モーエンらインディペンデントは､総合的にはやや苦しいシーズンを送ったものの､この年のインディペンデント部門のチャンピオンを獲得した､トミー・ラスタット(ルノー・ラグナ)､1990年のチャンピオンで､モーエンと同じくアコードに乗る､ロブ・グラヴェッド､日産・プリメーラをドライブし､翌年ワークスドライバーを抑えて、総合優勝する活躍をみせた､マット・ニールなどの強豪インディペンデントドライバーが多数参戦するなか､健闘を示した。
2年のブランクを得て､再びモーエンは2001年からBTCCにエントリー ､前年度から設けられている､プロダクションクラスにエントリーした。クラスチャンピオンを獲得するには、至らなかったが､7度のクラス優勝を記録し､シリーズ3位となった。
BTCCにはその後エントリーしなかったが､2003年にはスウェーデンツーリングカー選手権(STCC)に参戦した。

## レース戦績

### イギリスツーリングカー選手権
| 年     | チーム                         | 使用車両         | クラス         | 1       | 2       | 3       | 4       | 5        | 6       | 7       | 8       | 9       | 10      | 11      | 12      | 13       | 14      | 15   | 16   | 17   | 18   | 19   | 20   | 21   | 22   | 23   | 24   | 25   | 26   | 順位 | ポイント |
| ------ | ------------------------------ | ---------------- | -------------- | ------- | ------- | ------- | ------- | -------- | ------- | ------- | ------- | ------- | ------- | ------- | ------- | -------- | ------- | ---- | ---- | ---- | ---- | ---- | ---- | ---- | ---- | ---- | ---- | ---- | ---- | ---- | -------- |
| 1998年 | マルティグラ・モータースポーツ | ホンダ・アコード |                | THR1 18 | THR2 17 | SIL1 16 | SIL2 15 | DON1 Ret | DON2 15 | BRH1 18 | BRH2 16 | OUL1 16 | OUL2 15 | DON1 11 | DON2 10 | CRO1 Ret | CRO2 16 | SNE1 | SNE2 | THR1 | THR2 | KNO1 | KNO2 | BRH1 | BRH2 | OUL1 | OUL2 | SIL1 | SIL2 | 21位 | 1        |
| 2001年 |                                |                  | プロダクション |         |         |         |         |          |         |         |         |         |         |         |         |          |         |      |      |      |      |      |      |      |      |      |      |      |      | 3位  | 212      |